# Svegliarsi la mattina
Svegliarsi la mattina è un singolo del gruppo musicale italiano Zero Assoluto, pubblicato il 28 febbraio 2006 dalla Universo.

## Il brano
Con questo brano gli Zero Assoluto hanno partecipato al Festival di Sanremo 2006 e si sono classificati al secondo posto nella categoria "Gruppi" ed al 7º nella classifica generale. Durante la terza serata della gara il brano è stato presentato in duetto con Niccolò Fabi. La canzone è stata poi inserita nel secondo album degli Zero Assoluto Appena prima di partire uscito nel marzo 2007. Svegliarsi la mattina è stato il singolo più venduto in Italia nel 2006.

## Video musicale
Il videoclip è stato girato a Roma, dal regista Cosimo Alemà, autore anche dei precedenti video degli Zero Assoluto, su un'idea di Matteo Maffucci e Thomas De Gasperi. Fanno la loro apparizione nel video anche i coautori e produttori di Svegliarsi la mattina, Danilo Pao e Enrico Sognato. Nel periodo di maggior successo della canzone il video è stato primo nella classifica Nielsen Music Control che riguarda i videoclip.
Il video di questa canzone degli Zero Assoluto è molto semplice ed essenziale, nello spirito che solitamente contraddistingue il duo romano. Nelle sequenze del videoclip, infatti, assistiamo al risveglio mattiniero di persone di ogni tipo: single, coppie, madri e bambini, di ogni nazionalità ed etnia. Queste sequenze sono alternate a quelle in studio in cui Thomas e Matteo cantano il pezzo.

## Tracce
1. Svegliarsi la mattina
2. Semplicemente
3. Svegliarsi la mattina (Video)
4. Semplicemente (Video)

## Successo commerciale
La canzone è stata un vero tormentone in Italia restando ben 51 settimane in classifica e rimanendo alla uno per 8 settimane consecutive; ad inizio aprile ha raggiunto il picco anche nelle radio.

## Classifiche
| Classifica (2006) | Posizione massima |
| ----------------- | ----------------- |
| Italia            | 1                 |

## Curiosità
- Durante la missione dello Space Shuttle STS-134 il giorno 23 maggio 2011, gli astronauti sono stati svegliati con Svegliarsi la mattina, dedicata all'astronauta italiano dell'ESA Roberto Vittori[6].
- Il singolo ha vinto il Premio limone d'oro durante il Radionorba Battiti Live a Manfredonia l'11 agosto 2013. Il premio è stato consegnato da Mingo.
- La canzone viene spesso ricordata come un vero e proprio tormentone per via di un particolare passaggio del ritornello, nel quale il verso che dà il titolo alla canzone è seguito da un ritmico "tuturu-turu-tuttu", verso completamente senza senso ed utile solo per accompagnare la melodia. Ancora oggi, a distanza di tempo, questo passaggio di questa canzone rende noti al grande pubblico gli Zero Assoluto ed è stato anche oggetto di numerose parodie e imitazioni. L'uso di un verso senza un reale significato e che scandisce solamente il ritmo della musica è stato paragonato a quanto fatto da Amedeo Minghi e Mietta nella famosa canzone Vattene amore, che nel ritornello recita "e allora ti chiamerò trottolino amoroso dù-dù-dà-dà-dà".